# Robert Cedric Sherriff
Robert Cedric Sherriff, R.C. Sherriff (ur. 6 czerwca 1896 w Hampton Wick w Surrey, zm. 13 listopada 1975 w Londynie) – angielski pisarz.
Jego rodzicami byli agent ubezpieczeniowy Herbert Hankin Sherriff i jego żona Constance Winder. Po ukończeniu szkoły średniej w Kingston on Thames pracował w firmie ubezpieczeniowej swojego ojca, potem wstąpił do armii podczas I wojny światowej. Służył jako kapitan w Pułku East Surrey, 27 stycznia 1917 został ranny podczas ostrzału Bracquemont. Po wojnie pracował jako rzeczoznawca ws. roszczeń i zaczął pisać. Opisał swoje wojenne doświadczenia w dramacie wojennym Kres wędrówki (Journey's End, 1929, wyst. pol. 1929). W 1930 napisał wersję powieściową tego dramatu, jednak było to już słabsze dzieło. Pisał też inne dramaty, powieści i scenariusze filmowe, m.in. Lady Hamilton (1941).